# Conophytum minutum
Conophytum minutum är en isörtsväxtart som först beskrevs av Adrian Hardy Haworth, och fick sitt nu gällande namn av Nicholas Edward Brown. Conophytum minutum ingår i släktet Conophytum, och familjen isörtsväxter. Utöver nominatformen finns också underarten C. m. lisabeliae.

## Bildgalleri

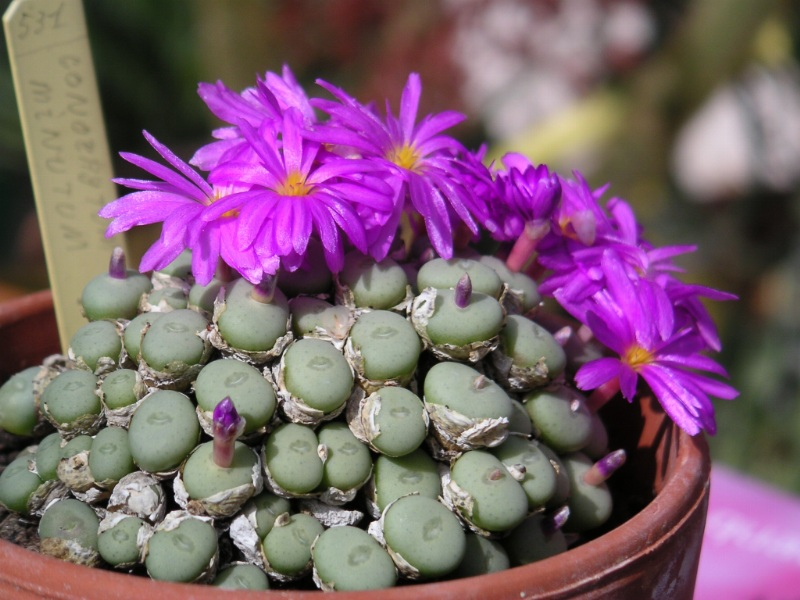
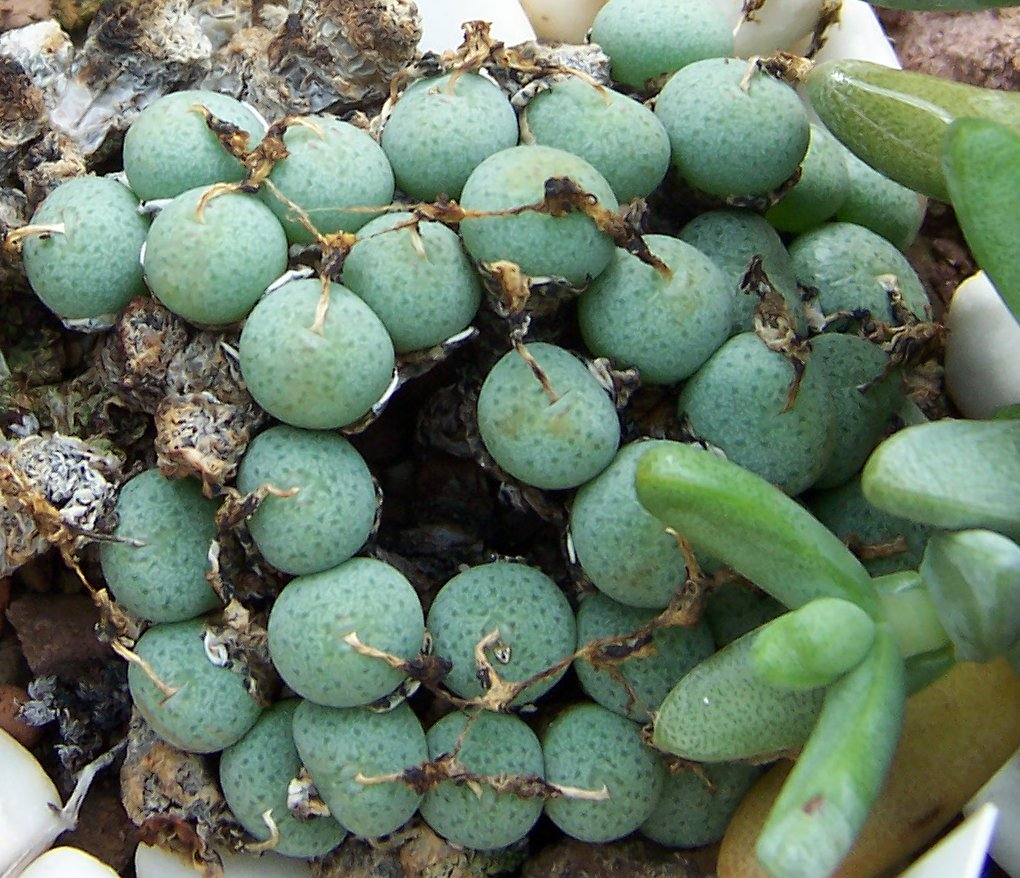
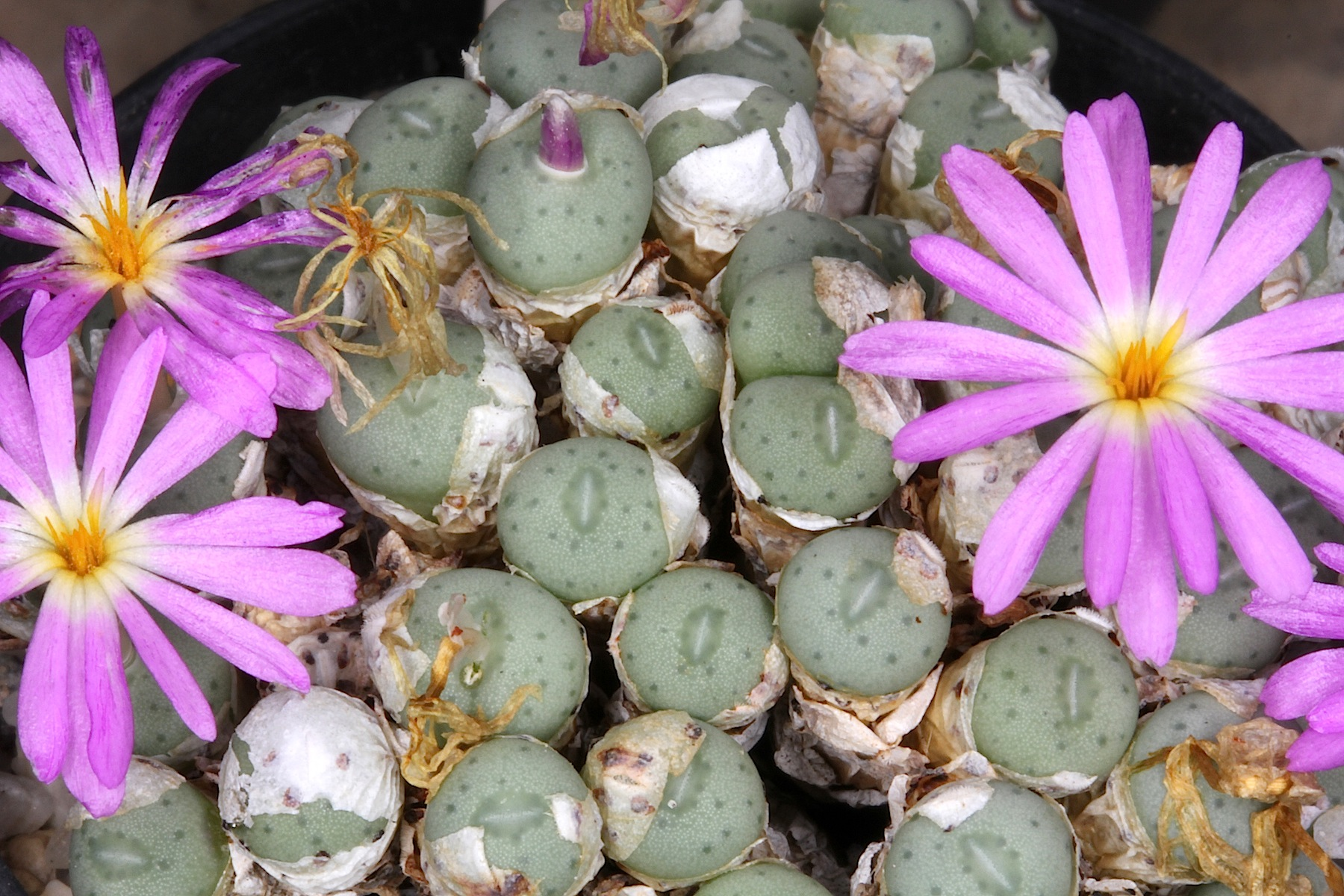
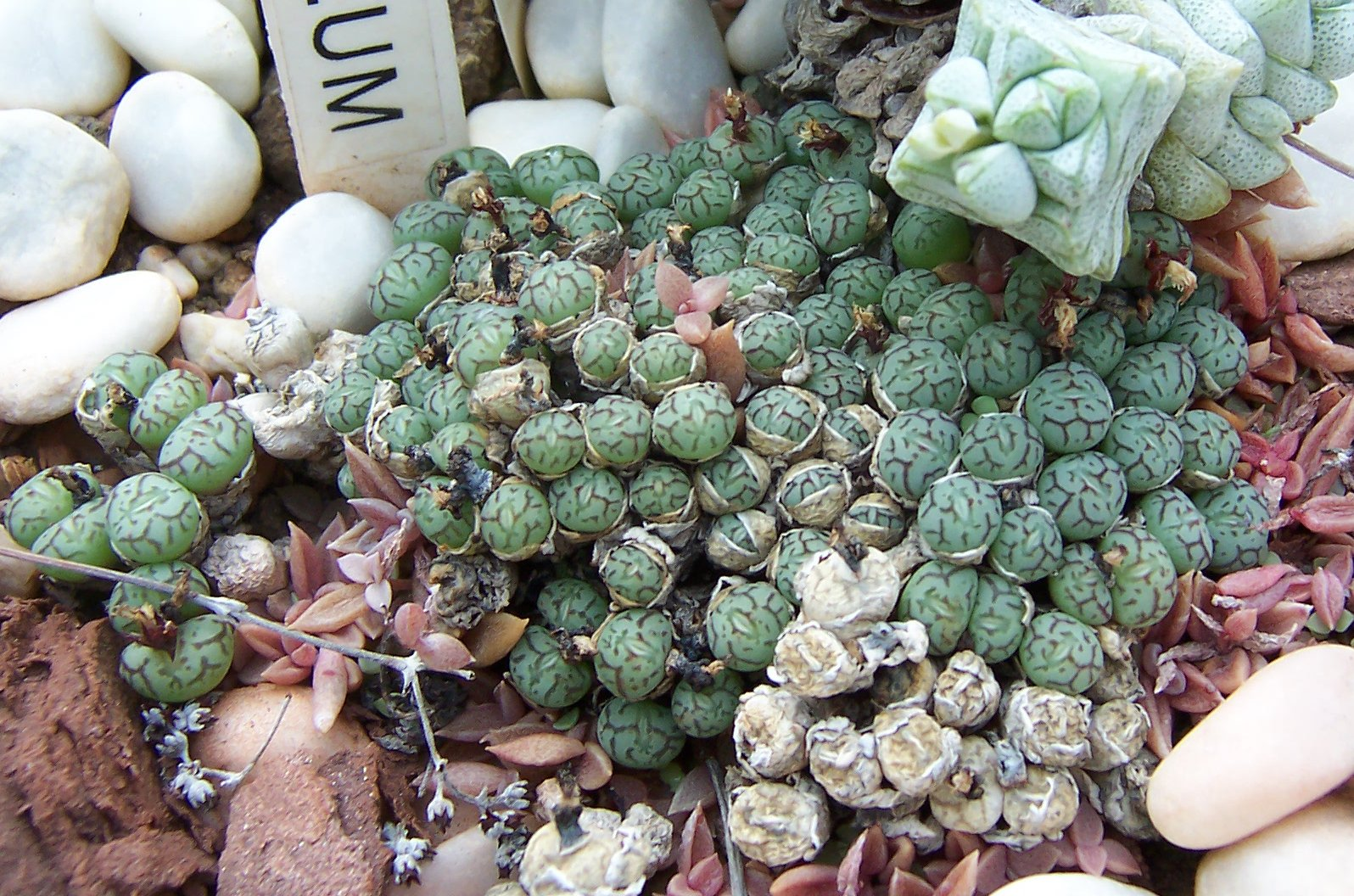
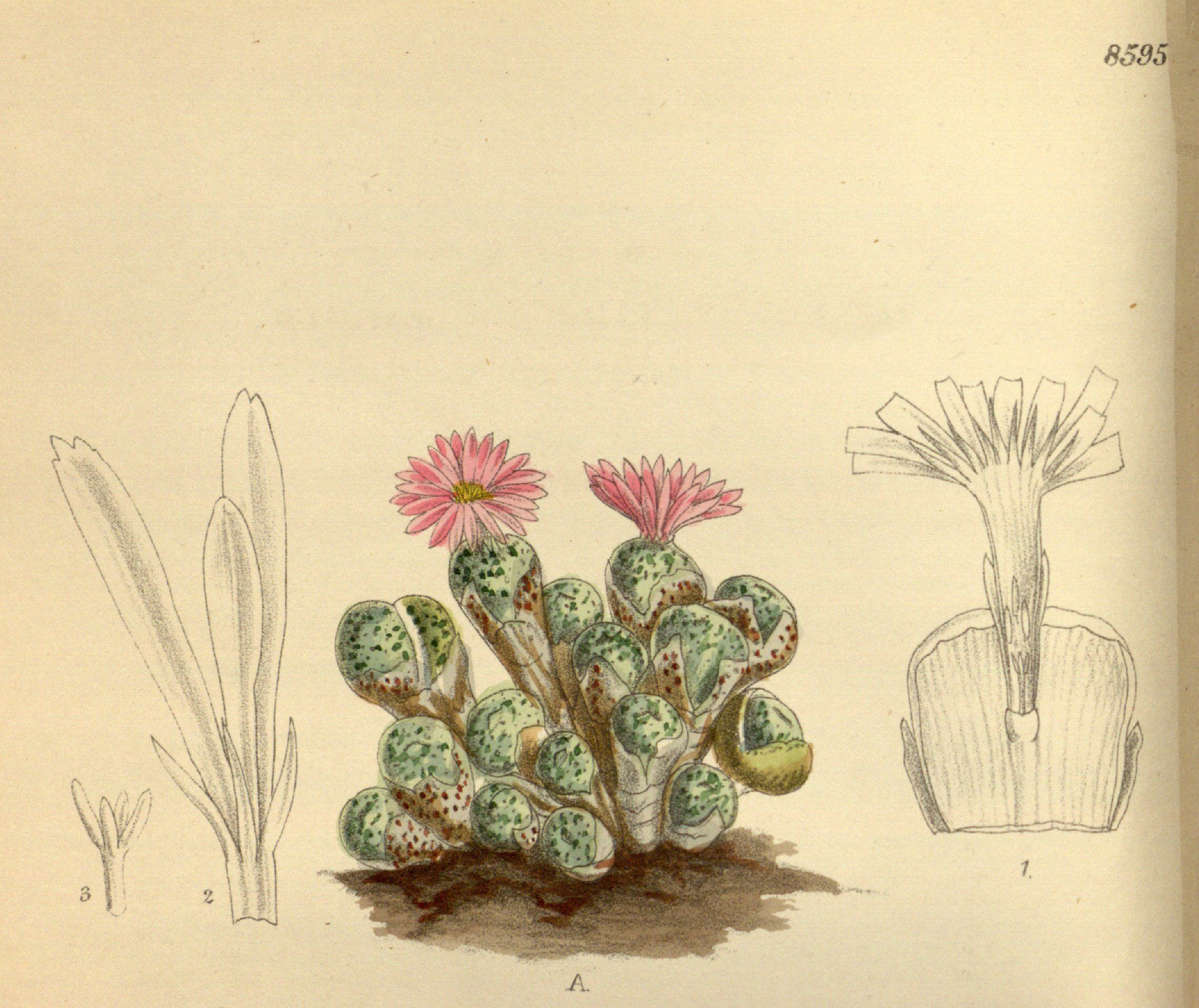